# Gehyra lazelli
Gehyra lazelli là một loài thằn lằn trong họ Gekkonidae. Loài này được Wells & Wellington mô tả khoa học đầu tiên năm 1985.